# Francisco Javier Castaño
Francisco Javier Castaño Allende (Gijón, Asturias, España, 29 de diciembre de 1972) es un exfutbolista español que jugaba de centrocampista.
Actualmente juega con los veteranos del Real Sporting de Gijón.

## Trayectoria
Formado en la Escuela de fútbol de Mareo, debutó con el primer equipo del Real Sporting de Gijón el 2 de junio de 1991 ante el R. C. D. Español, cuando aún jugaba en categoría juvenil. Fue internacional con la selección española sub-16 y sub-21.   Entre 1991 y 1993 militó en el Real Sporting de Gijón "B" y se incorporó definitivamente a la primera plantilla del Sporting a comienzos de la temporada 1993-94. Tras disputar la promoción y conseguir la permanencia en Primera División en la campaña 1994-95, inició un periplo por clubes como el C. D. Logroñés, el C. D. Numancia de Soria, el Real Betis Balompié y el Levante U. D., alternando campañas en la máxima categoría con otras en Segunda División. En el año 2003 decidió regresar a Asturias para militar en equipos de Tercera División como el Oviedo A. C. F., el U. P. Langreo y el U. C. Ceares. En 2009, llegó al Club Marino de Luanco y consiguió el ascenso a Segunda División B en la campaña 2010-11. Tras dos temporadas en la categoría con el Marino, se incorporó a las filas del C. D. Lealtad, equipo con el que logró un nuevo ascenso a Segunda B tras finalizar como campeón del grupo II de Tercera División y derrotar al C. D. Puertollano en la promoción.
Tras el cambio de categoría decidió abandonar la práctica del fútbol e ingresó en el cuerpo técnico del Lealtad como segundo entrenador. En la temporada 2015-16 pasó a dirigir al equipo cadete del Sporting de Gijón.
En junio de 2021 firma como primer entrenador del Club Deportivo Mosconia de la Tercera División RFEF.

## Clubes
| Club                       | País   | Año       |
| -------------------------- | ------ | --------- |
| Real Sporting de Gijón "B" | España | 1990-1993 |
| Real Sporting de Gijón     | España | 1993-1995 |
| C. D. Logroñés             | España | 1995-1998 |
| C. D. Numancia de Soria    | España | 1998-2000 |
| Real Betis Balompié        | España | 2000-2002 |
| Levante U. D.              | España | 2002-2003 |
| Oviedo A. C. F.            | España | 2003-2004 |
| U. P. Langreo              | España | 2004-2006 |
| U. C. Ceares               | España | 2006-2009 |
| Club Marino de Luanco      | España | 2009-2013 |
| C. D. Lealtad              | España | 2013-2014 |